# 桂林三金

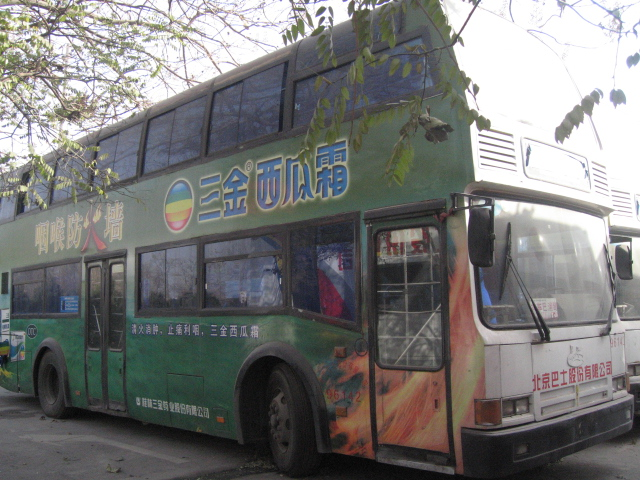
三金西瓜霜巴士廣告

桂林三金药业股份有限公司簡稱桂林三金（深交所：002275），是中華人民共和國廣西壯族自治區桂林市一家中药制剂生產商，成立於1967年，前身是桂林中藥廠，1994年改称“桂林三金”。桂林三金的拳頭產品為桂林西瓜霜。

## 历史
桂林三金药业的前身为桂林中药厂，1967年开始筹建时与其他企业合用一间简陋小厂房，1969年开始建设正式厂房。20世纪70年代，时任该厂技术员的邹节明研制出治疗尿路感染的“三金片”，名称取自原料中的金樱根、金刚刺和金沙藤三种草药，邹节明1976年又开始进行西瓜霜现代制霜工艺的研究，1985年研制成功后获得国家发明保密专利。
1986年，桂林中药厂为产品“三金片”进行名称注册。1989年，桂林市中药厂与中国药材公司全方位联营，改称“桂林中药制药厂”，1994年改组为桂林三金集团公司并启用现有的郁金香商标。2009年7月10日，桂林三金在深圳证券交易所挂牌上市。

## 外部連結
- 官方网站